# Шавлухашвили, Георгий Николаевич
Георгий Николаевич Шавлухашвили (1901—1986) — советский военный, работник органов внутренних дел, подполковник милиции.

## Биография
Родился в 1901 году в селе Ховле Тифлисской губернии, ныне Каспский муниципалитет Грузии.
В 1922—1923 годах служил в РККА. По 1939 год работал милиционер ведомственной милиции, уполномоченным УГРО, начальником Кутанского оперативного пункта и Свлахского оперативного пункта Кировобадского отделения железнодорожного Управления рабоче-крестьянской милиции Грузинской ССР. В 1937 году окончил Закавказскую школу милиции.
С 1941 по 1946 год снова служил в РККА и был участником Великой Отечественной войны: командир взвода 3-кавалерийского полка, затем командир эскадрона Закавказского военного округа. Позже воевал заместителем командира 897-го стрелкового полка 242-й гвардейской стрелковой дивизии 4-го Украинского фронта и заместитель командира 900-го горно-стрелкового полка этой же дивизии Прикарпатского военного округа. Член ВКП(б)/КПСС с 1946 года.
За блестящее выполнение боевого задания и проявленные при этом мужество в сентябре 1944 года, когда батальон Георгия Шавлухашвили прошёл с боями свыше 30 километров, уничтожил 350 солдат и офицеров противника (из которых сам Шавлухашвили лично уничтожил 30 солдат и 2 взял в плен), подбиты 2 танка, 1 автомашина с орудием, взяты в плен 8 солдат и офицеров противника, капитан Г. Н. Шавлухашвили был представлен к званию Герой Советского Союза. Однако командующим войсками 1-й гвардейской армии гвардии генерал-полковником Андреем Гречко и членом Военного совета гвардии генерал-майором Константином Исаевым награда была понижена до ордена Суворова 3-й степени.
После демобилизации из армии вновь вернулся в органы милиции и с 1946 по 1951 год работал начальник Отдела уголовного розыска МВД и начальником Ахметского районного отдела милиции Грузинской ССР. С 1951 по 1957 год работал в Якутской АССР: заместитель начальника Управления исправительно-трудовых лагерей и колоний (УИТКЛ) МВД республики, начальник Военно-следственного отдела УИТЛК, командир 222-го отдельного дивизиона конвойной охраны при УИТКЛ МВД Якутской АССР.
После завершения военной карьеры переехал в Абхазию, где в 1986 году умер и был похоронен.
Награждён орденом Ленина, двумя орденами Красного Знамени, орденами Отечественной войны 1-й и 2-й степеней, Красной Звезды, орденами Александра Невского и Александра Суворова 3-й степени, а также многими медалями в числе которых «За боевые заслуги» и «За оборону Кавказа».